# Ostana
Ostana é uma comuna italiana da região do Piemonte, província de Cuneo, com cerca de 79 habitantes. Estende-se por uma área de 16 km², tendo uma densidade populacional de 5 hab/km². Faz fronteira com Bagnolo Piemonte, Barge, Crissolo, Oncino, Paesana.
Faz parte da rede das Aldeias mais bonitas de Itália.

## Demografia
| Variação demográfica do município entre 1861 e 2011                               |
|                                                                                   |
| Fonte: Istituto Nazionale di Statistica (ISTAT) - Elaboração gráfica da Wikipedia |